# Charles J. Krieger
Charles John Krieger, född 1898, var en amerikansk astronom.
Han var verksam vid Lick Observatory
Minor Planet Center listar honom som C. J. Krieger och som upptäckare av en asteroid.
Han upptäckte asteroiden 8604 Vanier.